# 九二一地震教育園区

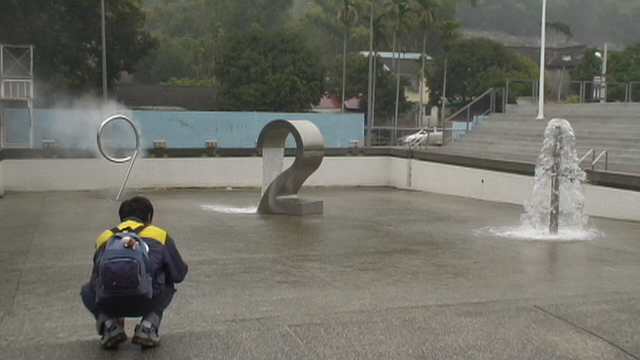
九二一地震教育園区の親水池（地震により倒壊した光復国中プール跡）

九二一地震教育園区（きゅうにいちじしんきょういくえんく）は、台湾の台中市霧峰区光復新村に位置し、旧光復国中跡地に、地震に関する資料の展示と住民への防災意識啓蒙を目的として建設された博物館である。
ここの地下を車籠埔断層が横断しているため、921大地震（台湾大地震）では校庭が隆起し、光復国中の校舎及び校庭は全壊の被害を受けた（隣接する光復国小は被害なし）。専門家で協議を重ねた結果、光復国中跡地に地震博物館を建設し、震災跡を保存すると共に、関係資料、映像、図書を収集し地震に関する理解を深める教材として活用することが決定した。展示内容は地震科学に関する内容の他に、地震体験と防災教育施設を併設し、専門家の研究以外にも社会教育機関として利用される。

## 歴史
九二一地震教育園区は国立自然科学博物館により建設・運営が行なわれている。2004年9月21日、九二一地震5周年の記念日に活断層の遺跡を展示する車籠埔断層館が完成し、一般に開放された。その後も被害教室保存室、地震体験エリア、防災教育センター、復興記念館などが整備され、計画では2006年末に完成、一般開放される予定である。